# Colony (serial telewizyjny)
Colony – amerykański serial telewizyjny (dramat science fiction) wyprodukowany przez Universal Cable Productions oraz Legendary Television, który został stworzony przez Carltona Cuse'a i Ryana Condala. Serial był emitowany od 14 stycznia 2016 roku do 25 lipca 2018 roku przez USA Network.
5 lutego 2016 roku stacja ogłosiła zamówienie 2 sezonu, a 5 kwietnia 2017 roku zamówienie 3 sezonu.
22 lipca 2018 roku, ogłoszono zakończenie produkcji serialu po trzech sezonach

## Fabuła
Akcja serialu dzieje się w Los Angeles, które jest okupowane przez obcych. Fabuła serialu skupia się na Willu Bowmanie, byłym agencie FBI, który aby chronić swoją rodzinę zostaje zmuszony do współpracy z kosmitami. Jego zadaniem jest zniszczenie rebelii w mieście.

## Obsada

### Główna
- Josh Holloway jako Will Bowman[5]
- Sarah Wayne Callies jako Katie Bowman[6]
- Peter Jacobson jako Proxy Snyder, gubernator LA[7]
- Amanda Righetti jako Maddie Bowman, siostra Katie[8]
- Alex Neustaedter jako Bram, syn Willa[7]
- Tory Kittles jako Borussad[9]

### Drugoplanowe
- Gonzalo Menendez jako kapitan Lagarza, dowódca specjalnej jednostki policji[7]
- Kathy Baker jako Phyllis
- Adrian Pasdar jako Nolan[10]
- Kathryn Morris jako Charlotte, żona Nolana[10]
- Thora Birch jako Morgan[11],
- Ally Walker jako Helena[12]
- Bethany Joy Lenz jako Morgan (sezon 2)[13]
- Tony Plana jako Alcala (sezon 2)[14]
- Jessica Parker Kennedy jako Maya (sezon 2)[14]

## Odcinki
| Sezon | Sezon | Odcinki | Oryginalna emisja | Oryginalna emisja | Oryginalna emisja | Oryginalna emisja | Oryginalna emisja |
| Sezon | Sezon | Odcinki | Premiera sezonu   | Finał sezonu      | Premiera sezonu   | Finał sezonu      |                   |
| ----- | ----- | ------- | ----------------- | ----------------- | ----------------- | ----------------- | ----------------- |
|       | 1     | 10      | 14 stycznia 2016  | 17 marca 2016     | nieemitowany      | nieemitowany      |                   |
|       | 2     | 13      | 12 stycznia 2017  | 6 kwietnia 2017   | nieemitowany      | nieemitowany      |                   |
|       | 3     | 13      | 2 maja 2018       | 25 lipca 2018     | nieemitowany      | nieemitowany      |                   |

## Produkcja
28 lipca 2014 roku stacja USA Network oficjalnie zamówiła pilotażowy odcinek Colony.
4 lutego 2015 roku stacja USA Network zamówiła pierwszy sezon serialu.